# Mrtník (Hvozdec)
Mrtník je vesnice, část obce Hvozdec v okrese Beroun ve Středočeském kraji. Nachází se jeden kilometr jihozápadně od Hvozdce. Na západě vesnice protéká Červený potok přes rybníky Dráteník a Červený rybník.

## Název
Jméno obce Mrtník je odvozováno ze staročeského slova mrt, což znamenalo staré chrastí. Druhý výklad připouští, že se původně mohla jmenovat Brtník.

## Historie
První písemná zmínka o vesnici pochází z roku 1352. Patřila rodu Pešíků z Komárova. Majitel hutí Jiří Pešík z Komárova dal původní havířský kostelík Narození Panny Marie přestavět a v roce 1601 v něm byl pohřben.
Mrtník leží na úpatí vrchu Chlum. Vysoko nad ním je položena obec Hvozdec, k níž Mrtník patří. Říkalo se, že z Hvozdce „je už jenom kousek do nebe“. V nedaleké Jedové Hoře se již od prvního století hloubily štoly a dobývala se železná ruda i rumělka. Železnou rudu zpracovávaly železárny v sousedním Komárově.
V Mrtníku bylo několik zemědělských usedlostí a vodní mlýn u Červeného potoka, který je zmiňován již v roce 1622. V kronice je zaznamenáno, že roku 1872, kdy zde hospodařil mlynář Kubricht, byl mlýn stržen povodní. Mlýnské kolo dosloužilo v roce 1909 a bylo nahrazeno malou turbínou. K mlýnu kromě hospodářství patřila také pila.
Území Mrtníka se rozšířilo k 1. lednu 2016 v souvislosti se zánikem vojenského újezdu Brdy, kdy bylo k obci připojeno katastrální území Hvozdec v Brdech.

## Obyvatelstvo
| Rok            | 1869 | 1880 | 1890 | 1900 | 1910 | 1921 | 1930 | 1950 | 1961 | 1970 | 1980 | 1991 | 2001 | 2011 | 2021 |
| -------------- | ---- | ---- | ---- | ---- | ---- | ---- | ---- | ---- | ---- | ---- | ---- | ---- | ---- | ---- | ---- |
| Počet obyvatel | 137  | 133  | 144  | 135  | 127  | 134  | 99   | 72   | 75   | 57   | 46   | 36   | 29   | 48   | 59   |
| Počet domů     | 19   | 18   | 19   | 23   | 21   | 22   | 24   | 20   | 20   | 20   | 16   | 18   | 21   | 25   | 26   |

## Pamětihodnosti
- Kostel Narození Panny Marie (Mrtník)
- Boží muka u studánky pod hřbitovem
- Krucifix u hřbitova